# Bharagonalia peninsa
Bharagonalia peninsa är en insektsart som beskrevs av Young 1986. Bharagonalia peninsa ingår i släktet Bharagonalia och familjen dvärgstritar. Inga underarter finns listade i Catalogue of Life.